# 山田秀樹 (財務官僚)
山田 秀樹（やまだ ひでき）は、日本の財務官僚。

## 来歴
一橋大学経済学部卒業。内閣官房内閣安全保障室内閣審議官や、北海道大学公共政策大学院教授等を経て、2010年から鉄道建設・運輸施設整備支援機構理事として、大阪駅北地区再開発に取り組んだのち、2013年から大阪税関長を務めた。2015年から跡見学園女子大学マネジメント学部マネジメント学科教授。

## 略歴
- 1984年7月：潮来税務署長[7]
- 1994年7月：広島国税局課税第一部長[8]
- 1995年7月：内閣官房内閣審議官（内閣安全保障室）[2]
- 1997年7月：日本開発銀行国際部参事役
- 1998年7月：財政金融研究所研究部長[9]
- 1999年7月：宮内庁長官官房主計課長[10]
- 2001年7月：関東財務局管財第一部長[11]
- 2002年7月：関東財務局管財第二部長兼務[12]
- 2003年7月：近畿財務局総務部長[11]
- 2004年7月：近畿財務局金融安定監理官[11]
- 2005年7月：財務省大臣官房付[13]、北海道大学大学院公共政策学連携研究部教授、財務総合政策研究所特別研究官[3]
- 2007年7月：預金保険機構金融再生部長
- 2009年7月：関東信越国税不服審判所長（首席国税審判官）[14]
- 2010年7月：財務省大臣官房付、辞職[15]、鉄道建設・運輸施設整備支援機構理事[16]
- 2013年7月：大阪税関長兼税関研修所大阪支所長[4][17]
- 2014年7月：財務省大臣官房付、辞職[6]
- 2015年4月：跡見学園女子大学マネジメント学部マネジメント学科教授[6][1]

## 著書
- 『ソフト化・サービス化の国際比較（ソフトノミクス・フォローアップ研究会報告書）』共著 大蔵省大臣官房調査企画課財政金融研究室 1986年